# Strandkyrkogården, Vänersborg

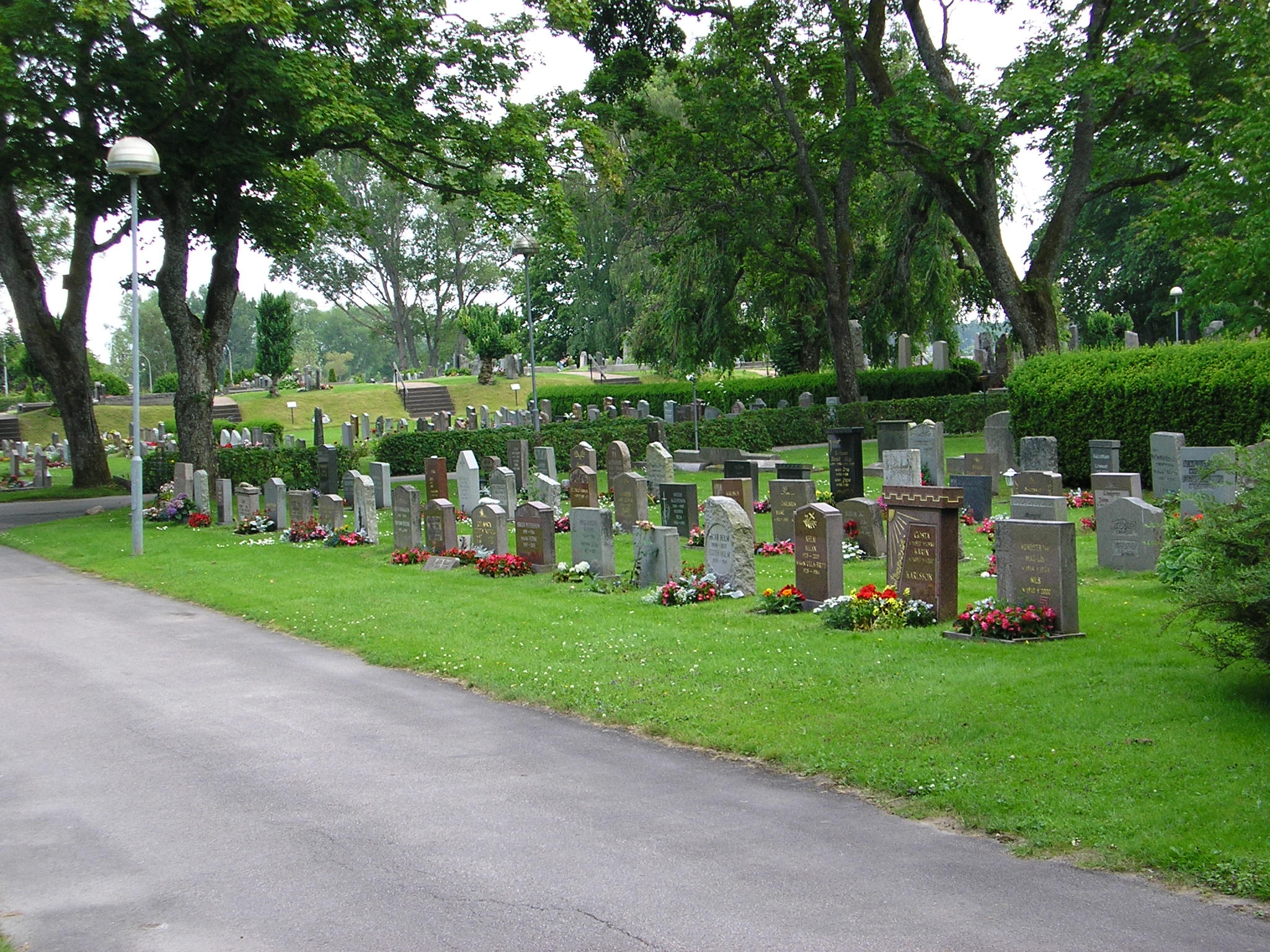
Strandkyrkogården i Vänersborg.

Strandkyrkogården är en begravningsplats i Vänersborg. Den ligger mellan Vassbotten och Edsvägen och anlades 1887. Den omfattar ungefär tre och en halv hektar. 1923 skedde en större utökning, sedan spanska sjukans härjningar fyllt kyrkogården.

## Galleri

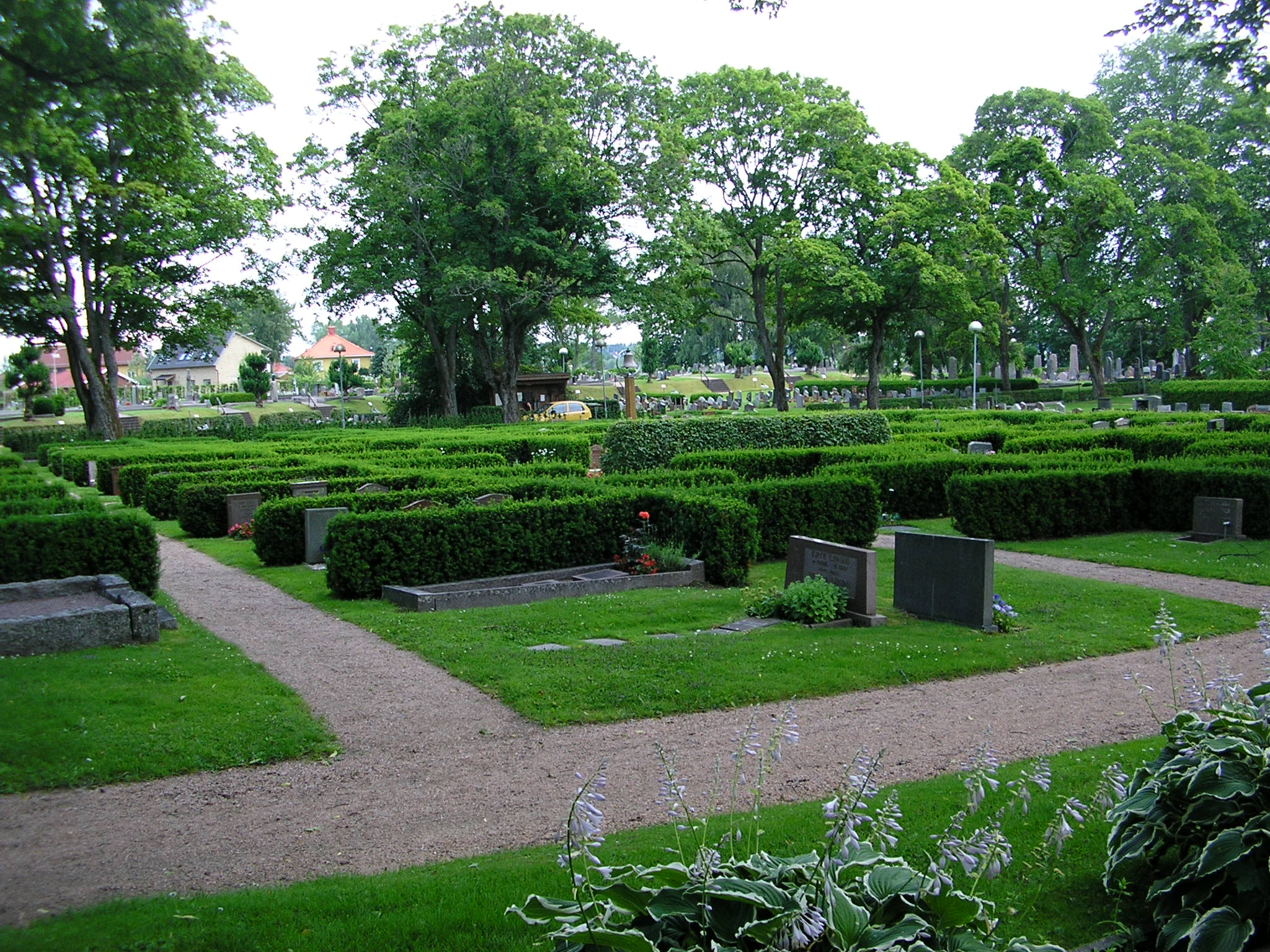
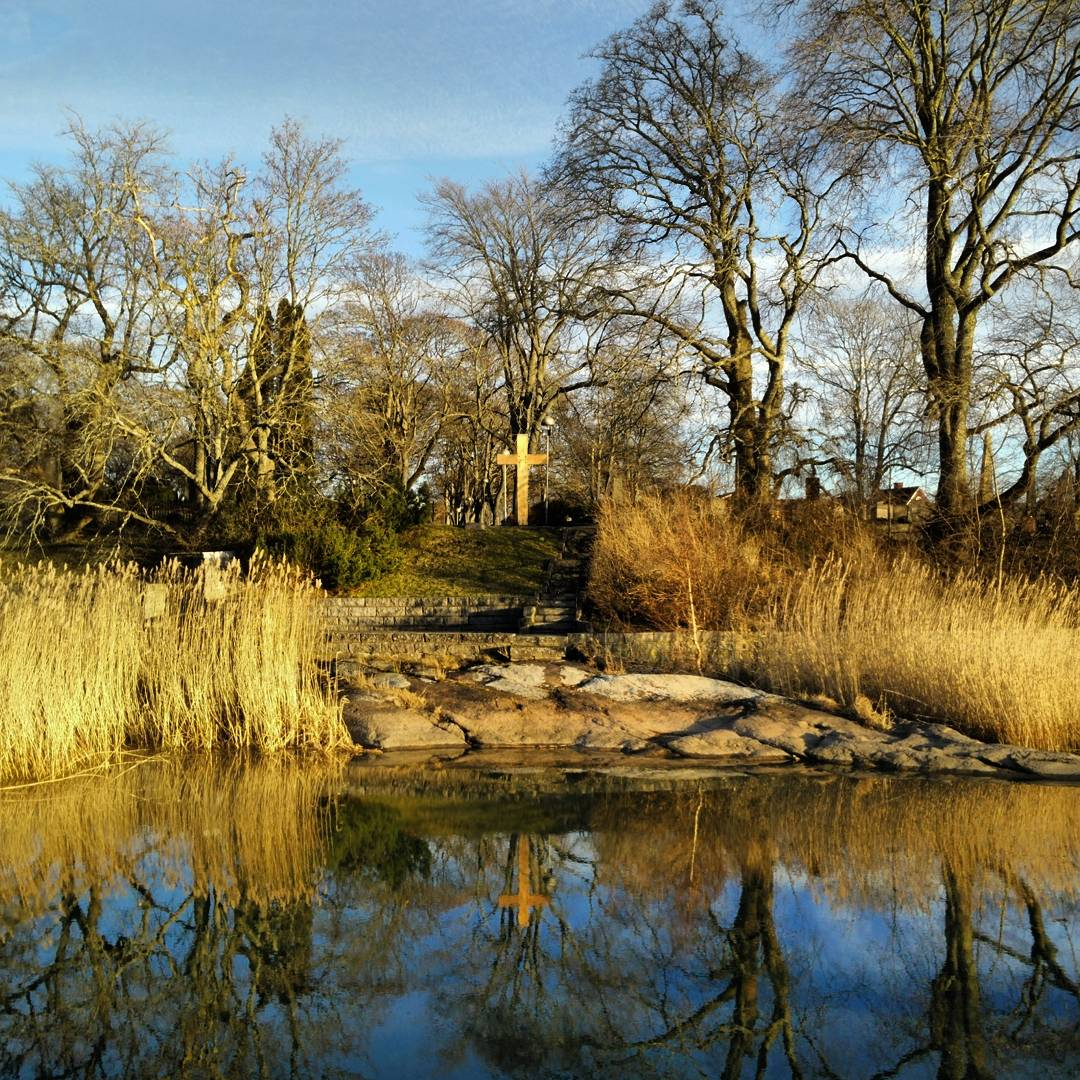
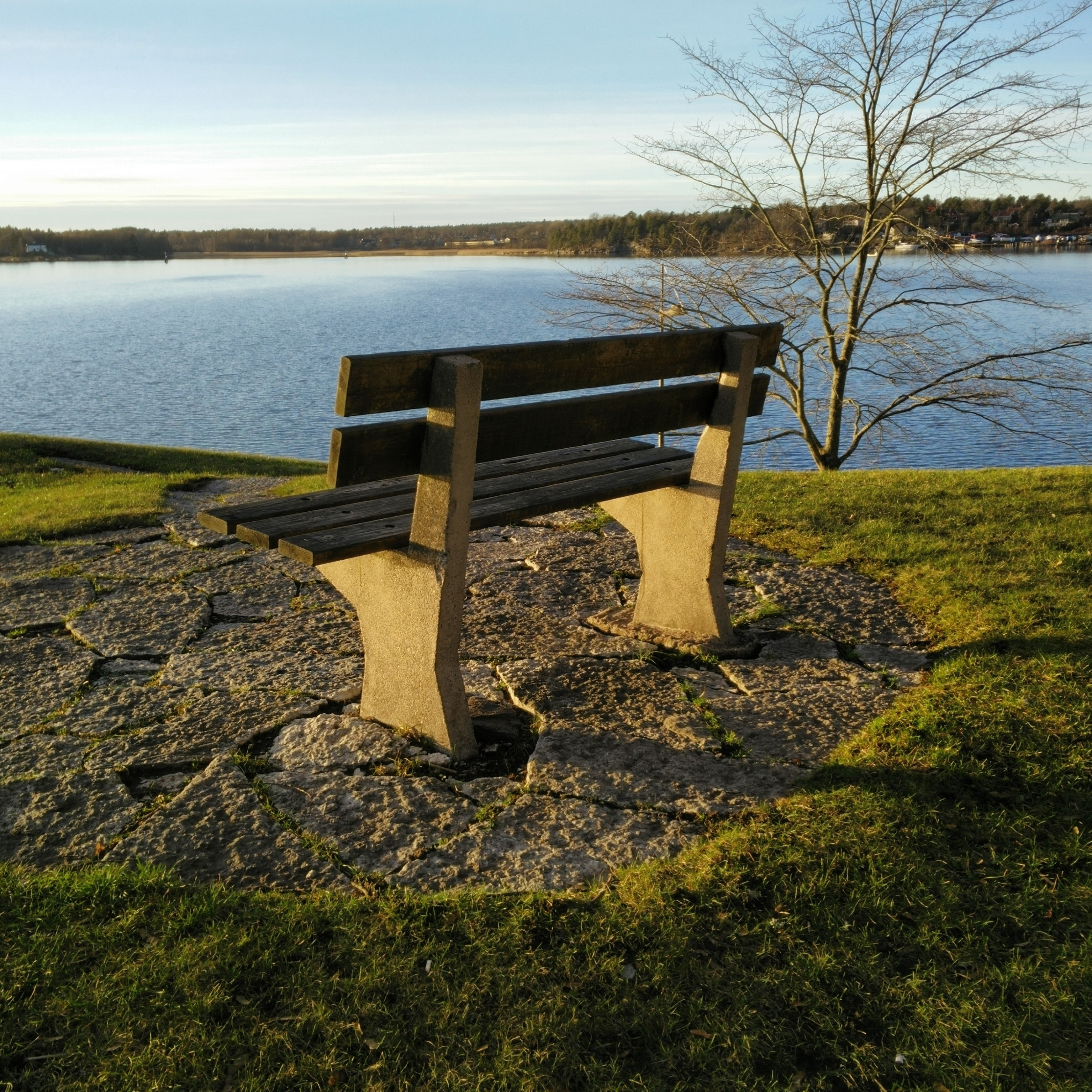
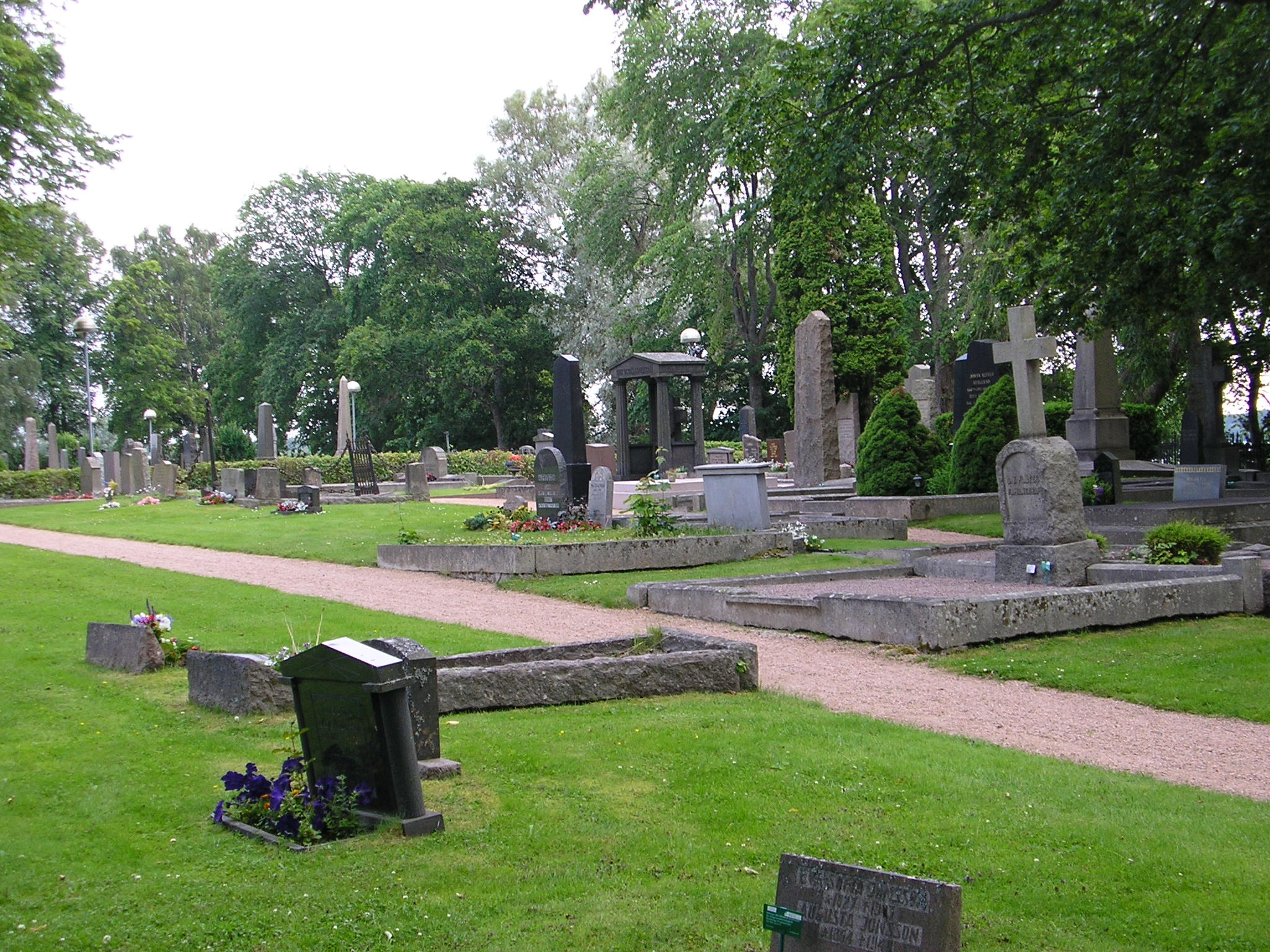